# Citioica
Citioica — рід лускокрилих з родини сатурнієвих, підродини Ceratocampinae.

## Систематика
До складу роду входять:
- Citioica anthonilis (Herrich-Schäffer, 1854) — Еквадор, Мексика
- Citioica homonea (Rothschild, 1907) — Еквадор